# Société Générale
«Сосьете́ женера́ль» (фр. Société Générale — Генеральное Общество) — французский финансовый конгломерат, вместе с BNP Paribas, Crédit Agricole и Groupe BPCE составляющий «большую четвёрку» банковского рынка государства.
Société Générale на 2017 год был третьим крупнейшим банком Франции и 20-м в мире по размеру активов. С 2011 года входит в число глобально системно значимых банков.

## История
Банк под названием Société Générale pour favoriser le développement du commerce et de l’industrie en France (Генеральное общество содействия развитию коммерции и промышленности во Франции) был основан группой промышленников и финансистов 4 мая 1864 года, во времена Второй империи. Первым председателем банка стал Эжен Шнейдер, выдающийся промышленник, сооснователь компании Schneider Electric.
Банк динамично развивался, к 1870 году у него было 15 отделений в Париже и ещё 32 отделения в остальной Франции. В 1871 году было открыто представительство в Лондоне. В том же году между Францией и Германией был подписан Франкфуртский мир, окончивший франко-прусскую войну, по которому Франция уплатила Германии 5 миллиардов франков контрибуции. Это привело к бурному росту экономики Германии, во Франции же начался затяжной спад; кроме того, Германии отошли Эльзас и Лотарингия, где были отделения банка, их пришлось реорганизовать как совместное предприятие с германским банком под названием Société Générale Alsacienne de Banque. Но, несмотря на кризис, Société Générale продолжал развиваться, и к 1889 году у него уже было 148 отделений.
Убытки от рискованных инвестиций и недостаточность резервов привели к тому, что в 1894 году в Société Générale начались преобразования. Банк начал выдавать краткосрочные кредиты промышленникам и торговцам, его акции стали доступны широкому кругу инвесторов, уже в 1895 году у него было 14 тысяч акционеров, а в 1913 году их число достигло 122 тысяч. Банк начал заниматься размещением французских и российских облигаций. К концу 1920-х годов Société Générale стал лидирующим банком Франции, обойдя основного конкурента, Crédit Lyonnais. В 1930 году количество отделений составило 864, в 1928 году было основано подразделение CALIF, предоставлявшее среднесрочные кредиты инвесторам.
1930-е годы стали периодом спада, наибольшую активность банк проявлял в размещении многочисленных займов Франции и её колоний. Во время Второй мировой войны банк занялся освоением африканского и американского рынков. В 1945 году Société Générale был национализирован вместе с тремя другими крупнейшими банками страны, на которые в сумме приходилась половина активов всех банков Франции. Благодаря наличию представительства в Нью-Йорке, он принял деятельное участие в реализации Плана Маршалла.
В 1950-80 года банк активно расширял сеть своих отделений как во Франции, так и на международной арене, в частности в 1973 году было открыто представительство в СССР. Основной задачей международного развития банка была поддержка экспансии французских компаний на зарубежные рынки; в 1975 году Société Générale ввёл компанию Agrifan, поставлявшую продовольствие французских производителей за границу. Её успех привёл к созданию ещё двух торговых компаний, для экспорта медицинского оборудования и оборудования для пищевой промышленности, все три контролировались дочерней компанией банка Sogexport. В 1978 году было открыто отделение в Нью-Йорке, в следующем году — в ряде стран Латинской Америки и Азии, а также создано совместное предприятие с Национальным банком Египта.
В 1976 году произошло крупное ограбление отделения банка в Ницце. На День взятия Бастилии Альбер Спаджари с сообщниками проникли в хранилище отделения через тоннель из системы канализации и похитили наличных, драгоценностей и золотых слитков на сумму в 50 млн франков.
В 1982 году банк возглавил Жак Маю (фр. Jacques Mayoux), который до этого был главой казначейства Франции и банка Credit Agricole. Под его руководством Société Générale сменил приоритет с коммерческого банкинга на корпоративный и инвестиционный, в частности в 1985 году была создана дочерняя инвестиционная компания Projis, через которую покупались доли в крупных компаниях. В 1983 году официальное название банка было сокращено до первых двух слов. 29 июля 1987 года банк был приватизирован. В 1997 году у Paribas был приобретён банк Crédit du Nord, что значительно расширило розничную сеть во Франции. В 1999—2001 годах были поглощены несколько банков в центральной и восточной Европе (в Румынии, Болгарии, Чехии, Словении), а также в Африке (на Мадагаскаре, в Тунисе, Марокко и Гане).
В 2008 году один из трейдеров Société Générale, Жером Кервьель (англ. Jérôme Kerviel), нанёс банку убыток на €4,9 млрд, спекулируя на деньги банка в личных целях. В 2010 году он был признан виновным и приговорён к 5 годам тюремного заключения. В том же году Société Générale подал иск против турецкого производителя ювелирных изделий англ. Goldaş по поводу непроплаты за поставленные 15 тонн золота. Компания Goldaş сумела доказать в суде, что размер поставки составлял лишь 3250 кг, и иск был отклонён.

## Штаб-квартира

Небоскрёбы Société Générale в Дефансе

Штаб-квартира Société Générale находится в деловом квартале Дефанс в пригороде Парижа. Состоит из двух небоскрёбов-близнецов, строительство которых было завершено в 1995 году, и третьего небоскрёба, открытого в 2008 году.
Башни-близнецы идентичны и имеют высоту в 167 метров. Северный небоскрёб называется tour Alicante (башня Аликанте) по названию испанского города, откуда был доставлен красный мрамор для отделки его интерьера; южный небоскрёб имеет название tour Chassagne (башня Шассань), для него белый мрамор бы доставлен из коммуны Шассань в административном регионе Овернь. Обе башни находятся на одной платформе на расстоянии 40 метров друг от друга.
В декабре 2008 года было завершено строительство третьего небоскрёба, Tour Granite (Гранитной башни). Эта башня высотой 183 метра занимает 6-е место среди небоскрёбов Дефанса. Архитектор Гранитной башни — Кристиан де Порзампар.
В старой парижской штаб-квартире, открытой в 1912 году, находится главный клиентский офис.

## Собственники и руководство
- Лоренцо Бини Смаги (Lorenzo Bini Smaghi; род. 29 ноября 1956 года, Флоренция, Италия) — председатель правления с 2015 года. До того, как возглавить Société Générale, был председателем итальянской газораспределительной компании Snam, а ещё раньше, в 2005—2011 годах был членом исполнительного комитета Европейского центрального банка[1].
- Фредерик Удеа (Frédéric Oudéa; род. 3 июля 1963 года, Париж, Франция) — главный управляющий директор (CEO) с 2015 года. В Société Générale с 1995 года, до этого был на госслужбе в министерстве финансов Франции[1].

### Прежние руководители
- Бутон, Даниэль — председатель совета директоров (с 1997 года) и бывший генеральный директор (с 1993 по 2008 год).

## Деятельность

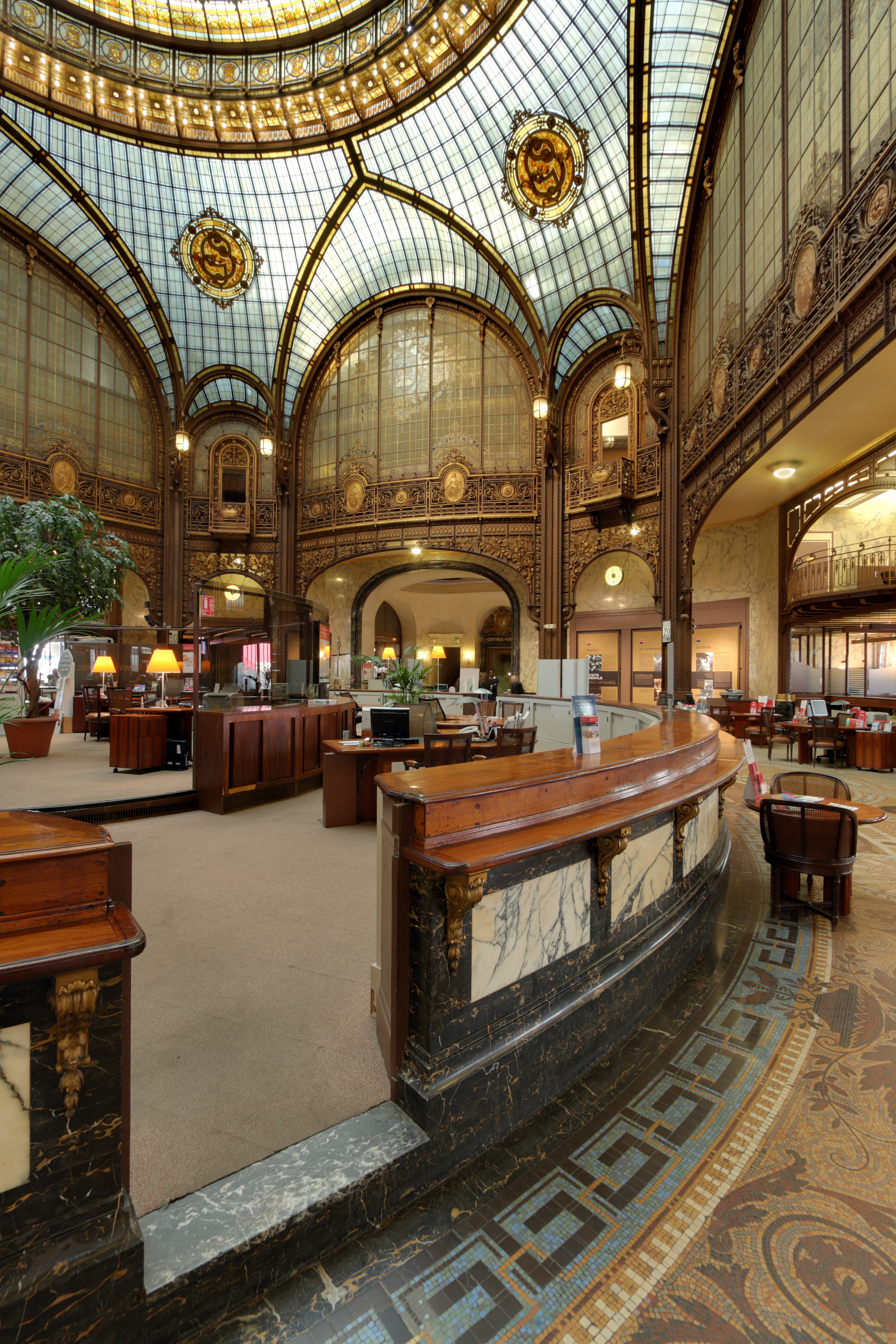
Центральное отделение банка Société Générale в Париже.

Основные направления деятельности Société Générale:
- Французская сеть розничного банкинга — включает в себя сеть Société Générale и сеть Credit du Nord; также сюда входит онлайн банкинг (Boursorama). Выручка в 2020 году составила €7,3 млрд, чистая прибыль — €666 млн, активы — €256 млрд.
- Международный розничный банкинг и финансовые услуги — объединяет несколько регионов и направлений:
  - Европа — банковские услуги в Германии (Hanseatic Bank, BDK), Италии (Fiditalia), Чехии (KB, Essox), Румынии (BRD), Молдове (Mobiasbancă) и Польше (Eurobank)
  - Россия — банковские услуги, предоставляемые Росбанк, Дельтакредит и Русфинанс банк
  - Африка, Азия, Средиземноморье и Америка — наиболее значимые банки в Марокко (SGMB), Алжире (SGA), Тунисе (UIB), Камеруне (SGBC), Кот д'Ивуаре (SGBCI) и Сенегале (SGBS); в целом оборот этих трёх регионов в 2015 году составил €5 млрд, чистая прибыль — €266 млн, активы — €128 млрд
  - Страхование — страхование жизни и другие виды страхования (компании Sogecap, Sogessur, Oradea Vie и другие); оборот — €887 млн, чистая прибыль — €371 млн, активы — €149 млрд.
  - Финансирование торговли и оборудования — оборот в 2018 году €1,8 млрд, чистая прибыль — €474 млн
  - Лизинг автомобилей (Ayvens)
- Глобальный банкинг и инвестиции — услуги компаниям и финансовым институтам, включающие финансирование, размещение акций, хранение активов, консультации, а также управление активами во Франции и за её пределами. Депозитарные активы €3,979 трлн, активы под управлением €700 млрд на 2017 год. Оборот в 2020 году составил €7,6 млрд, чистая прибыль — €57 млн, активы — €725 млрд[2].

Выручка Société Générale в 2020 году составила 22,1 млрд евро, в том числе 10,5 млрд евро пришлось на чистый процентный доход (доход €20,7 млрд, расход €10,2 млрд), 8,5 млрд евро принесла плата за услуги, 2,9 млрд евро — чистый доход от финансовых транзакций, 2,1 млрд евро — доход от страховой деятельности.
Активы на конец 2020 года составляли 1,46 трлн евро, основными категориями являются выданные кредиты (€449 млрд, из них 146 млрд ипотечных, 134 млрд краткосрочных), ценные бумаги (€429 млрд), инвестированные активы страховых компаний (€167 млрд), наличные и балансы в центральных банках (€168 млрд). В структуре пассивов основные категории включают принятые депозиты (€456 млрд), финансовые обязательства (€390 млрд), обязательства по страховым договорам (€146 млрд), выпущенные ценные бумаги (€139 млрд).
Основным регионом деятельности является Франция, на неё приходится 44 % выручки и 71 % активов, далее следуют остальная Европа (35 % и 15 % соответственно), Америка (7 % и 7 %), Азия и Океания (по 6 % выручки и активов), Африка (8 % выручки и 2 % активов). Société Générale представлен в 67 странах, из 149 тысяч сотрудников 74 тысячи работает в Европе, 49 тысяч в России, 13 тысяч в Африке, 10 тысяч в Азиатско-Тихоокеанском регионе.
Société Générale на 2017 год занимала 73-е место в списке крупнейших компаний по управлению активамим (активы под управлением $277 млрд). Помимо этого управление активами осуществляется через дочернюю компанию Lyxor, третью крупнейшую в Европе по управлению торгуемыми на бирже фондами (ETF).
Société Générale является одним из пяти банков, участвующих в Золотом фиксинге. Другими участниками являются Bank of Nova Scotia, Barclays Bank, HSBC Bank USA и Deutsche Bank.
|                     | 2006  | 2007  | 2008  | 2009  | 2010  | 2011  | 2012  | 2013  | 2014  | 2015  | 2016  | 2017  | 2018  | 2019  | 2020  |
| ------------------- | ----- | ----- | ----- | ----- | ----- | ----- | ----- | ----- | ----- | ----- | ----- | ----- | ----- | ----- | ----- |
| Выручка             | 22,42 | 21,92 | 21,87 | 21,73 | 26,42 | 25,64 | 23,11 | 22,43 | 23,56 | 25,64 | 25,30 | 23,95 | 25,21 | 24,67 | 22,11 |
| Чистая прибыль      | 5,221 | 0,947 | 2,010 | 1,108 | 4,302 | 2,788 | 1,208 | 2,394 | 2,991 | 4,395 | 4,338 | 3,430 | 4,556 | 3,946 | 0,196 |
| Активы              |       | 1072  | 1130  | 1024  | 1132  | 1181  | 1251  | 1214  | 1308  | 1334  | 1382  | 1275  | 1309  | 1356  | 1462  |
| Собственный капитал |       | 31,28 | 40,89 | 46,84 | 50,98 | 51,11 | 54,10 | 53,97 | 58,81 | 62,68 | 65,71 | 64,04 | 65,81 | 68,57 | 66,98 |

|                  | Активы, трлн евро | Депозиты, млрд евро | Собственные средства, млрд евро | Выручка, млрд евро | Чистая прибыль, млрд евро | Рыночная капитализация, млрд евро | Сотрудников, тыс. чел. |
| ---------------- | ----------------- | ------------------- | ------------------------------- | ------------------ | ------------------------- | --------------------------------- | ---------------------- |
| BNP Paribas      | 2,489             | 941                 | 117,3                           | 44,28              | 7,067                     | 53,9                              | 189,5                  |
| Crédit Agricole  | 2,218             | 963                 | 126,5                           | 33,60              | 5,573                     | 38,4                              | 142                    |
| Société Générale | 1,462             | 456,1               | 66,98                           | 22,11              | 0,196                     | 22,5                              | 149                    |
| Groupe BPCE      | 1,446             | 816                 | 78,41                           | 22,54              | 1,610                     | -                                 | 105                    |

Примечание. Данные за 2020 год, рыночная капитализация на июнь 2021 года.

### Société Générale в России
Северный банк, работавший в 1901—1910 годах в Санкт-Петербурге, являлся дочерним финансовым учреждением Societe Generale.
В России имела несколько дочерних коммерческих банков:
- ПАО «Росбанк» — входит в двадцатку крупнейших банков России, чистые активы в 2015 году составили 856 млрд рублей (13-е место), собственный капитал составил 108 млрд рублей (9-е место), нераспределённая прибыль — 3,6 млн рублей (481-е место).[20] Является основным активом группы в России.
- Филиал «Росбанк Авто» (до января 2021 года ООО «Русфинанс банк») — входит в число 50 крупнейших банков России, чистые активы в 2015 году составили 87 млрд рублей (74-е место), собственный капитал — 19,5 млрд рублей (36-е место), нераспределённая прибыль — 1,2 млрд рублей (50-е место).[21]
- Филиал «Росбанк Дом» (До 2019 года АО «КБ Дельтакредит») — специализированный ипотечный коммерческий банк. Чистые активы в 2015 году составили 152 млрд рублей (49-е место), собственный капитал — 12 млрд рублей (62-е место), нераспределённая прибыль — убыток 684 млн рублей (636-е место).[22]
- «АЛД Автомотив» — дочерняя компания группы Société Générale, занимающаяся лизингом автомобилей.[значимость факта?]

После вторжения России в Украину группа Societe Generale сообщала о прекращении банковской и страховой деятельности в России. Убыток французской банковской группы Societe Generale от деятельности в России за I квартал 2022 года составил 113 млн евро. 11 апреля 2022 года компания «Интеррос» объявила, что выкупит долю Societe Generale в Росбанке и его страховом бизнесе. Росбанк останется привилегированным партнером Societe Generale в России. После того, как Росбанк был продан Интерросу, его владелец Владимир Потанин объявил о планах интегрировать его с Т-банком в одну группу.
В июле 2024 года Societe Generale завершил продажу своих российских активов, в число которых входили акции крупнейших российских компаний (ВТБ, "Роснефти", "Газпрома", "Норникеля" и т.д.). Согласно отчету SG, банку удалось выручить 301 миллион евро.

### Крупнейшее мошенничество трейдера банка
24 января 2008 года банк сообщил об убытках в результате мошенничества собственного трейдера. Трейдер Жером Кервьель, обманывая систему безопасности, открывал превышающие лимиты позиции на фьючерсы на европейские фондовые индексы в конце 2007 и начале 2008 года. В результате он проиграл €4,9 млрд евро ($7,2 млрд). В тот же день, 24 января, рейтинговое агентство Moody's понизило рейтинг финансовой устойчивости банка до B- с B, а долгосрочные рейтинги по долговым обязательствам и депозитам — до Aa2 с Aa1. Президент банка Даниель Бутон подал прошение об отставке, но совет директоров его отклонил. Тогда Бутон и его заместитель отказались от полугодовой зарплаты и премий.
Трейдер Société Générale превзошёл самого известного нарушителя, Ника Лисона из британского банка Barings. В начале 1990-х годов Лисон проиграл £830 млн фунтов ($1,4 млрд) на фьючерсах на японский индекс Nikkei. Это привело к краху банка, в котором хранились счета королевской семьи. Банк за символический фунт стерлингов был продан нидерландскому ING.

## Дополнительные факты
В 2002 году Парижский суд признал Джорджа Сороса виновным в получении конфиденциальных сведений в целях извлечения прибыли и приговорил к штрафу в 2,2 миллиона евро. По мнению суда, благодаря этим сведениям будущий миллиардер в 1988 году заработал около 2 миллионов долларов на акциях французского банка Société Générale.